# Невена Ивановић
Невена Ивановић (Београд, 30. априла 1979) српски је музичар и диргент. Запослена је као диригент је и уметнички руководилац хора Дечјег културног центра Београд од његовог обнављања 2011. године. 

## Биографија
Невена Ивановић је завршила  Факултет музичке уметности у Београду у класи проф. Даринке Матић-Маровић, одсек дириговање. За време школовања је похађала часове код диригената као што су Луц Келер, Генадиј Дмитријак и Урош Лајовиц. 
У Музичкој школи Ватрослав Лисински у Београду је радила  као предавач и диригент, на наступима са чијим дечјим хором је освојила две специјалне награде на републичким такмичењима 2005. и 2006. године. 
Одржала је запажене концерте у Италији на фестивалима у Кану и Пескари 2006. године и у Русији на фестивалу у Петрограду 2007. године, као диригент хора Cantates. Такође је била диригент дечијег хора РТС-а Колибри од 2007. до 2011. године са којим је имала многобројне концерте, наступе и снимања. Током студирања била  је чланица хора Факултета музичке уметности Collegium musicum са којим је наступала широм света. 
Проглашена је за најбољег диригента републичког фестивала дечјих хорова Федехо 2012. године.
Координатор је и музички уредник Републичког фестивала дечјих хорова Федехо, у организавији Дечјег културног центра Београд. Невена Ивановић диригује и хором цркве Покрова Пресвете Богородице, са којим осим наступа на редовним богослужењима, такође и концертира. 
Члан је Удружења музичких уметника Србије од 2010. године.